# جينادي تسيبكالوف
جينادي نيكولايفيتش تسيبكالوف (بالروسية: Геннадий Николаевич Цыпкалов)‏؛ (21 يونيو 1973 - 24 سبتمبر 2016) كان شخصية سياسية وعسكرية من جمهورية لوغانسك الشعبية غير المعترف بها. لقد شغل لفترة قصيرة في مايو 2014 منصب الحاكم الشعبي بالإنابة لجمهورية لوغانسك الشعبية، بينما كان فاليري بولوتوف يتعافى من الجروح.

## الموت
ووفقا لمسؤولين في جمهورية لوغانسك الشعبية انتحر تسيبكالوف يوم 24 سبتمبر 2016.
وفقًا لبعض زملاء تسيبكالوف الذين طردهم إيغور بلوتنيتسكي، فإن قيادة جمهورية لوغانسك قتلت تسيبكالوف. سبب وفاته الحقيقي غير معروف.